# スブタ
スブタ（簀蓋、Blyxa echinosperma）は、トチカガミ科スブタ属の一年草。水田や溝などに群生する沈水性の水草であり、気中葉は作らない。かつては大型のものがナガバスブタ、小型のものがコスブタとされたことがあったが、区別点があいまいで特に分ける意味もないことから現在では呼称はスブタに統一されている。
茎はごく短く、葉は線形で細長く、先はしだいに尖り、茎の基部から根出状に出る。よく育ったものは葉長30cmほどにもなり、水中にくす玉を沈めたような具合になる。葉のサイズは水位によるところが大きい。8 - 10月頃、花茎を水面上に伸ばし、白い花を咲かせる。ただし、花弁が糸状に細く、咲いていてもよく見ないとわからない。1花当たりの花粉数も少なく、ほとんど自家受粉で結実しているものと考えられる。種子は紡錘形で両端に尾状の突起があり、種子の表面には肉眼で確認できるいぼ状の小突起がやや密にある。主な種子散布者として想定されるのは水鳥で、羽に付着したり、泥土ごと足などに付着して運ばれることが考えられる。
国内では本州以南に分布し、国外では東アジア、東南アジアからインドにかけて広く分布している。

## 生育地

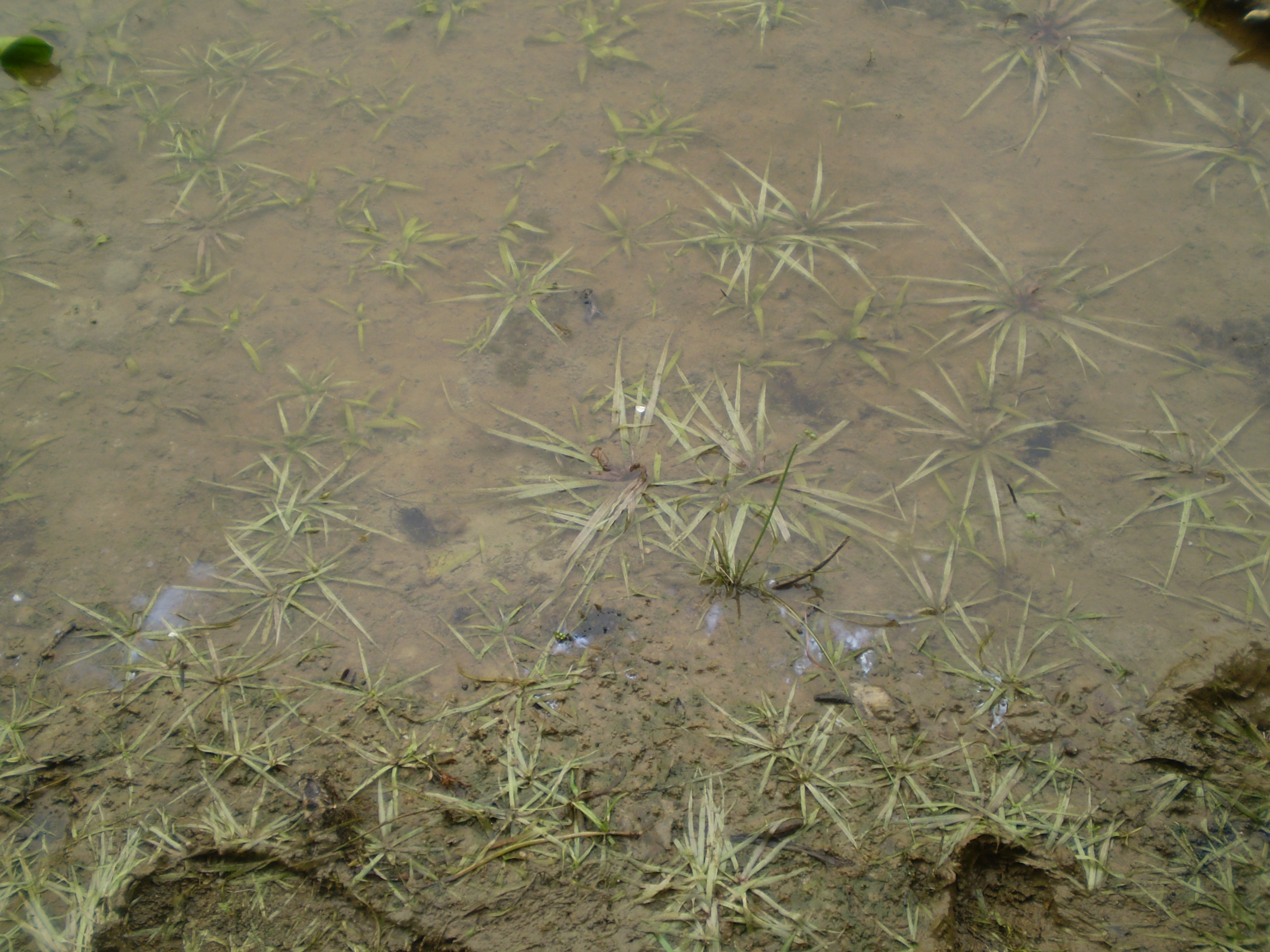
群生するスブタ

水田、休耕田、ため池、流れの緩やかな浅い水路や溝に生育する。かつては普通にみられた水田雑草であったというが、現在ではほとんどみられない稀な水草となっている。減少の要因には、農薬の使用や乾田化や夏季の水落としなど、水田の管理形態の変化による影響が考えられている。湧水を利用した山間部の水田や、農薬をあまり使わない湿田には今でも生育しているところが多い。水田では、稲穂の間に生育している。水田雑草というとイメージは良くないが、スブタは根張りもごく弱く、このように光環境の面からもイネと競合することもないので、イネの収量を落とすようなことはないと思われる。

## 近縁種
日本国内に自生するスブタ以外のスブタ属植物は、マルミスブタ（B. aubertii）、ヤナギスブタ（B. japonica）、セトヤナギスブタ（B. alternifolia）、ミカワスブタ（B. leiosperma）である。このうち、有茎種はヤナギスブタとセトヤナギスブタで、無茎種は上記のスブタ、マルミスブタ、ミカワスブタ（ミカワスブタは有茎の場合もある）である。
有茎種のうちヤナギスブタは茎がよく伸張し、和名どおり柳の茎葉のような姿形になる。日本産スブタ属の中では最も葉幅が狭いこともあり、容易に見分けがつく種である。セトヤナギスブタはヤナギスブタより明らかに葉幅・葉長・花序が大きく、外見上はスブタの茎がやや伸びたような印象である。両種とも茎はしばしば分岐し、また種子にはルーペで確認できるほどの微細な突起が散在するのみで、肉眼ではほとんど平滑である。
無茎種は外見上、葉形・葉の幅・葉長・花序などが互いによく似ており、成熟した種子を観察することで区別される。スブタには種子表面に肉眼でも確認できるいぼ状の突起がやや密にあり、さらに両側に針状の突起がある。マルミスブタはこの両側の突起がない型として別種に扱われている。ミカワスブタの種子表面は前記2種とは異なりほとんど平滑で、ルーペで確認できる程度の突起がまばらにある。
また、ミカワスブタは残存する標本数も少ないことから、ヤナギスブタと無茎のスブタまたはマルミスブタとの雑種という説や、ヤナギスブタの茎の生長が悪いものとしてヤナギスブタに含める見解がある。しかし生体を観察すれば、葉幅・葉長は明らかにヤナギスブタよりも大きく、種子の形態も異なり、また、ヤナギスブタとミカワスブタが混在する自生地も知られることから、後者の見解は当てはまるとは言いにくい。ミカワスブタは基本的に無茎であるが、生長した株では茎がやや伸長し、しばしば枝分かれするため、有茎型の株の外形はセトヤナギスブタに近い。こうした面も含めて、ミカワスブタについては分類学的な整理が必要である。

## アクアリウムでの利用
アクアリウムにおける水草レイアウトではスブタの仲間はブリクサと呼ばれ人気があるが、よく見かけるブリクサ・ショートリーフはBlyxa novoguiensisであり、スブタとは同属の別種である。時折東南アジア産のスブタ（流通名：ブリクサ・エキノスペルマ Blyxa echinosperma）も水草市場に流通しているが、水槽内での育成は比較的難しい。